# Suslic capdaurat
El suslic capdaurat (Callospermophilus lateralis) és una espècie de rosegador de la família dels esciúrids. Aquest esquirol mesura típicament entre 23-30 cm. El suslic de daurat es pot reconèixer per les línies en el pelatge, semblants a les de l'esquirol llistat, però a diferència d'aquest, no presenta línies a la cara. Es troba habitualment en el mateix hàbitat que l'esquirol llistat de Uinta.
Aquest esquirol s'assembla als esquirols llistats no només en la seva aparença. Tot i que és un típic hibernador, és a dir que es manté dormint a l'hivern gràcies al greix corporal, aquest esquirol també emmagatzema aliments al seu cau, igual que l'esquirol llistat, per consumir-los durant la primavera. A més, ambdós animals tenen bosses a les galtes per poder guardar el menjar temporalment fins a portar-lo al cau, i així i tot poder córrer a tota velocitat. El seu hàbitat comprèn tipus de boscos al llarg de Nord-amèrica.

## Comportament
És un animal omnívor; s'alimenta típicament de llavors, núcules, baies, fongs subterranis, petits ocells, llangardaixos o mamífers i fins i tot carronya. Els seus depredadors són falcons, mosteles, guineus, gats salvatges i coiots. Se'n defensa mitjançant un sistema de crida d'alarma. En veure un possible depredador, donen l'alarma i s'amaguen al cau que tinguin més a prop. Com a curiositat, la marmota de ventre groc i l'esquirol de mantell daurat responen a les seves crides d'alerta indistintament.
Aquest esquirol excava caus de fins a 30 m de longitud, les entrades dels quals oculta sota troncs caiguts, arrels d'arbres, o roques. És aquí on la femella esquirol dona a llum els seus cadells, en ventrades de 4 a 6 cada estiu.

## Impacte en l'ecosistema
El suslic capdaurat, com que és un consumidor primari, serveix d'aliment als seus depredadors, així que pot afectar fortament en els hàbits reproductius i en la població d'aquests últims. Així mateix, la quantitat d'aquests esquirols afecta en la població dels animals que aquesta consumeix. També afecta les poblacions d'altres animals petits i rosegadors que competeixen pel mateix tipus d'aliment.
Més enllà de la seva relació amb la cadena tròfica, aquest esquirol és benèfica per al seu ambient. Els seus caus poden airejar el sòl, augmentant la seva fertilitat, i amb la seva alimentació dispersen les llavors dels arbres.

## Impacte en els humans
L'esquirol de mantell daurat no és generalment un risc per als humans. Les persones que acampin a prop d'aquests esquirols no presenten un risc major. Però igual que molts animals, encara que semblin inofensives si són molestades aquestes poden mossegar, i transmetre malalties zoonòtiques, com la febre per paparres de Colorado, una malaltia causada per un virus de la família Coltivirus. L'única cura recomanada és cuidar-se de les mossegades i evitar olorar excrements secs.
Aquest esquirol també té un lleu impacte en l'economia, especialment la de la llenya. En tardor, gran part de la seva dieta la constitueixen llavors, entre les quals s'inclouen llavors de coníferes. Aquest animal pot menjar-se els brots d'arbres que foren plantats per a la reforestació. Així i tot, no és considerat una plaga ni el seu impacte és suficient per a arribar a prendre mesures.